# Літра
Лі́тра (від дав.-гр. λίτρα)
- давньогрецька міра ваги (= 219,7 г);
- основна одиниця ваги (= 327,45 г) у Візантії (прирівнювалася до римської лібри). Згадується в Біблії. На землях, що нині є територією України, відома з часів Київської Русі. Вживалася в договорах великих князів київських Олега (911 рік) та Ігоря (945 рік) з Візантією.

На українських землях у складі Речі Посполитої в 16-му—18-му століттях літрою називали пакунок шовку або пакунок золотої пряжі вагою близько 240 г.